# SOCATA TB
Socata TB — сімейство моделей легких одномоторних поршневих літаків, розроблених і виготовлених французькою авіабудівною компанією SOCATA.
Літери TB в позначенні означають Тарб,— французьке місто, де вироблялися ці літаки. Літаки серії TB стали відомі як «Карибські літаки» через найменування моделей по назвах карибських островів, хоча їх не часто можна побачити в цьому регіоні.
Усі літальні апарати (за винятком TB9) мають пропелер з фіксованим кроком. Серія TB набула широкого застосування в літаках, що використовуються для навчальних і туристичних цілях і часто використовується для навчання польотам по приладам. Вони вирізняються сучасним дизайном і оздобленням, а також внутрішнім розміром,— порівняно з іншими чотиримісними одномоторними літаками, вони відносно просторі — приблизно 129 см в ширину. Частково це пов'язано з тим, що фюзеляж має яскраво виражене «заокруглення» над крилом. Ще більше відчуття простору дають бічні вікна, що підіймаються високо вгору в лінії даху, надаючи Socata TB відчуття простору. Завдяки більшому фюзеляжу та відносно великій вазі літаки серії TB мають нижчі показники продуктивності, ніж вужчі літаки такого ж розміру та потужності, тому власники TB часто посилаються на компроміс між швидкістю та комфортом.
Протягом 2000-х років продажі літаків сімейства TB скоротились внаслідок світової авіаційної рецесії, що змусило Socata спробувати реструктуризувати маркетингові та виробничі аспекти програми. Керуючись кількома підходами зі скорочення витрат, такими як реорганізація персоналу, переговори з постачальниками та аутсорсинг, у період з 2004 по 2008 рік компанія намагалася перенести все виробництво серії TB за межі Франції, вибравши для виробництва цього типу Румунію. Однак продажі літаків цього типу не вдалося відновити, що призвело до припинення серійного виробництва, згодом до виготовлення на замовлення та, зрештою, до припинення всіх маркетингових і виробничих заходів до 2012 року. Підтримка залишалася для наявних клієнтів, і для вже виготовлених літаків стали доступні нові оновлення, такі як можливість модернізації панелі кабіни пілотів.

## Історія

### Походження

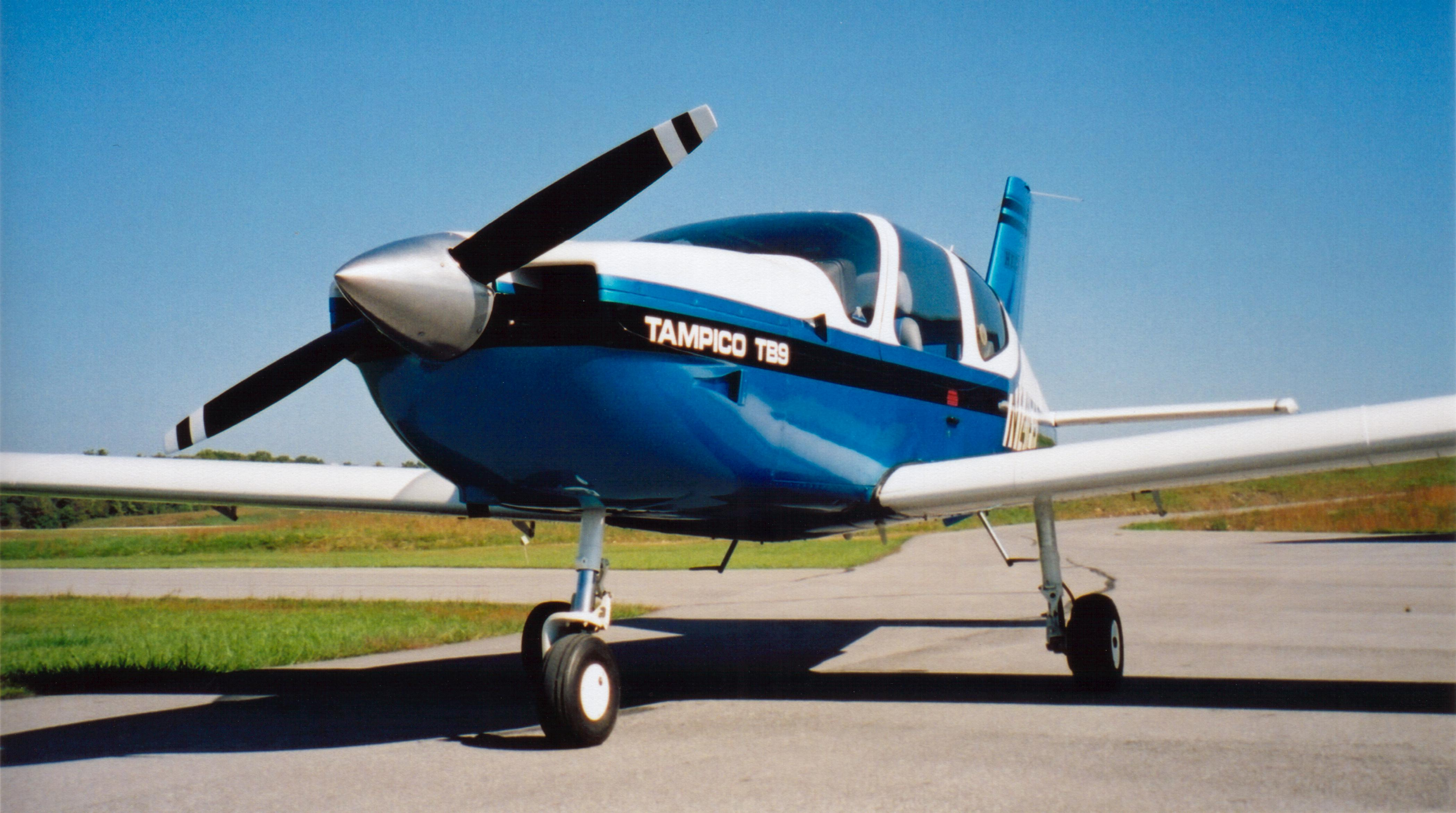
Socata TB9 Tampico

У середині 1970-х років французька авіабудівна компанія SOCATA розпочала проєктування літаків загального призначення серії TB. Ключовою метою цієї нової лінійки продуктів була повна заміна існуючої та досить успішної серії літаків серії Rallye. Перший прототип, оснащений двигуном «Avco Lycoming O-320» потужністю 119 кВт (160 к. с.), здійснив перший політ 23 вересня 1977 року, але був втрачений під час випробувань стійкості до штопора 15 грудня того ж року. Другий прототип був оснащений потужнішим двигуном — 134 кВт (180 к. с.). Як і планувалося, протягом 1979 року виробництво літаків сімейства Rallye почало скорочуватися, оскільки почалося виробництво нових моделей. Початкові моделі, які були названі TB-9 Tampico та TB-10 Tobago отримали сертифікацію типу у управлінні цивільної авіації Франції 26 квітня 1979 року. 18 грудня 1980 року вдосконалена модель літака, позначена як TB20, була сертифікована французькою авіаційною владою. Протягом березня 1981 року перше постачання серійного TB20 була завершена німецькому замовнику. Згодом були розроблені різні вдосконалені моделі серії TB.
Компанія SOCATA вибрала просту філософію складання на своєму заводі остаточного збору в Тарбі, вирішивши завершувати виготовлення конкретного літака лише після отримання на нього замовлення. Базові планери виготовлялися заздалегідь і допрацьовувалися на замовлення, що дозволило вносити модифікації згідно з побажаннями замовника та встановлювати додаткове обладнання. Усі моделі серії виготовлялись на одній і тій же складальній лінії на підприємстві. На початку 1993 року SOCATA виробляла близько 12 літаків серії TB на місяць, до середини року це число скоротилося до приблизно 8 літаків на місяць.
У 1990-х роках була розроблена вдосконалена модель сімейства TB, яка отримала назву TB20 Trinidad. Близько 2000 року всі літаки серії ТБ пройшли модернізацію; щоб відобразити це оновлення, літери GT (означають англ. Generation Two — Друге Покоління) були додані до назв відповідних моделей. Версії GT відрізняються збільшеною кабіною та різними аеродинамічними вдосконаленнями; найбільш помітними відмінностями між моделями першого та другого покоління є перероблені вінглети крил, які помітно кругліші на старих моделях, і форма вертикального стабілізатора, який вигнутий у нижній передній частині на моделях GT. Стиль задніх вікон також змінився, вони більше злилися з фюзеляжем на моделях GT. Також став доступний додатковий трилопатевий пропелер Hartzell, що зменшило шум у салоні та збільшило дорожній просвіт. У лютому 2000 року компанія SOCATA офіційно запустила свою серію Generation Two, отримавши велике замовлення в США на 79 літаків від дистриб'ютора на Західному узбережжі New Avex.

### Реструктуризація та припинення виробництва
На початку 2000-х значний світовий спад в авіаційній промисловості в результаті терористичних атак 11 вересня 2001 року в Сполучених Штатах серйозно вплинув на продажі сімейства TB. У 2003 році було прийнято рішення призупинити серійне виробництво цього типу, і було докладено значних зусиль для укладення нових угод про аутсорсинг, тобто перенесення частини виробництва до компаній у Східній Європі. До середини 2004 року SOCATA очікувала виготовляти максимум 30 літаків на рік, що значно менше, ніж доступна потужність виробництва. На додаток до зусиль щодо економії витрат, спрямованих на зменшення витрат щонайменше на 30 відсотків, також було проведено детальне дослідження майбутнього сімейства TB, включаючи перевірку спроєктованої повністю з композитних матеріалів модифікації літака. У березні 2004 року SOCATA перенесла всі свої продажі та маркетингові операції зі свого офісу в Парижі на виробничий майданчик у Тарбі, також з метою економії коштів.
У середині 2004 року компанія оголосила, що розглядає варіанти переміщення частини виробничого конвеєра сімейства TB за кордон, цей крок пояснили економією витрат на оплату праці. У червні 2005 року стало відомо, що SOCATA перебуває в процесі вибору між двома потенційними новими виробничими місцями в Канаді та Румунії, відкинувши можливу угоду з EADS PZL Warszawa-Okęcie SA в Польщі після провалу переговорів між двома сторонами. Протягом 2007 року було оголошено, що SOCATA перебуває в процесі організації передачі лінії остаточного складання моделей TB20 і TB21, а також попереднім дослідженням нової моделі, відомої як TB2X, на новий завод у Бакеу, Румунія, який експлуатується компанією Aerostar як частина промислової офсетної компенсаційної угоди. TB2X було робочим позначенням для нової моделі в серії TB. Цей літак, швидше за все, був би схожий на TB20 Trinidad, за винятком того, що замість нього був би оснащений авіаційним дизельним двигуном. Ще в 2007 році SOCATA повідомляла, що очікується, що на новому заводі в Бакеу буде досягнуто темпів виробництва до 100 літаків на рік.
Протягом 2006 року голландський сайт новин стверджував, що вся виробництво сімейства TB незабаром буде припинено. Хоча компанія не опублікувала жодного офіційного оголошення, було очевидно, що книга замовлень літаків сімейства TB була порожньою на той момент; останні три літаки TB, які були замовлені, вже були поставлені два роки тому. Протягом 2008 року SOCATA оголосила, що з цього моменту серія TB GT буде створюватися лише на замовлення. До 2012 року серія TB GT взагалі зникла як варіант замовлення. Однак компанія продовжує підтримувати існуючі літаки цього типу. Нещодавно клієнтам стала доступна можливість модернізації дисплей-кабіни Garmin.

## Дизайн

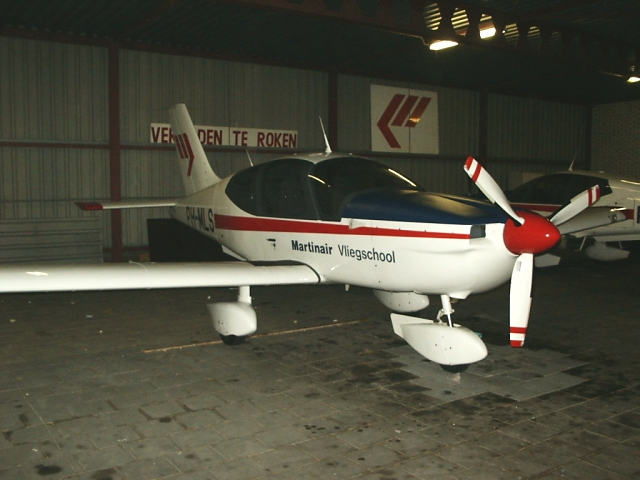
Socata TB10 Tobago GT що належить льотній школі Martinair

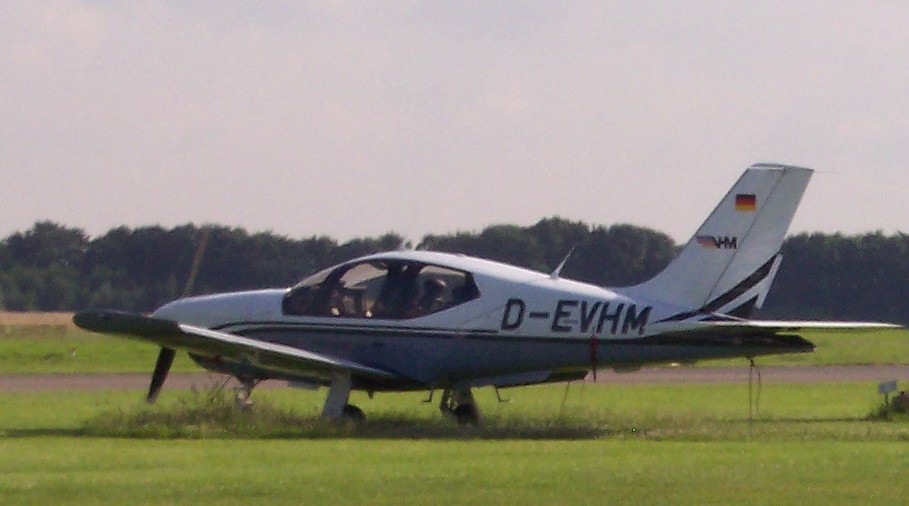
Socata TB20 Trinidad GT

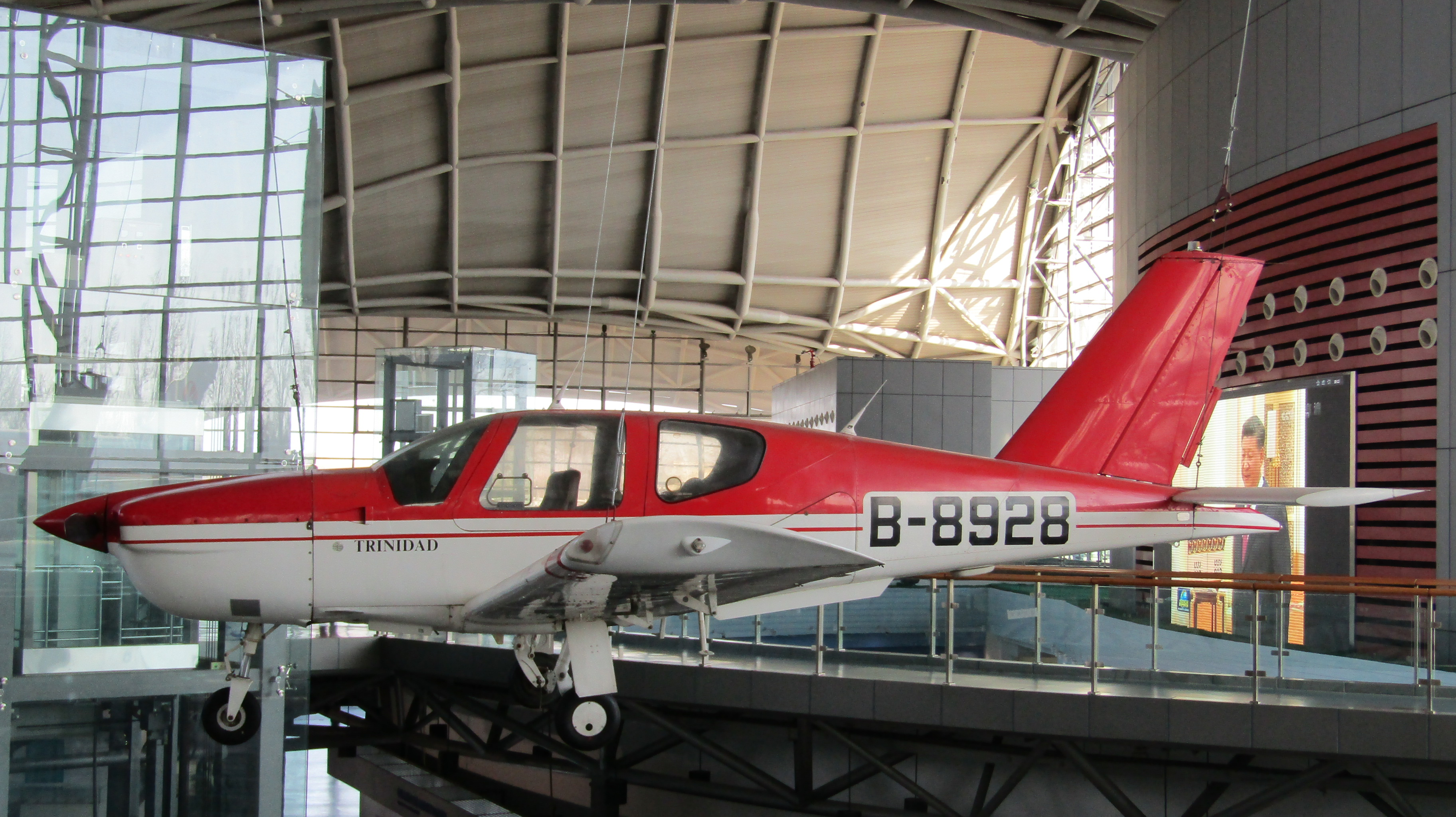
Socata TB-20 Trinidad

Сімейство SOCATA TB — це серія одномоторних легких літаків, розроблених для загальної авіації та навчальних цілей. Деякі версії, такі як модель TB-200, були спеціально виготовлені для задоволення різноманітних вимог, які ставлять до навчально-тренувального літака. Цей тип часто відомий своїми сприятливими, легкими в управлінні характеристиками польоту, такими як легка керованість і чутливість управління, безперебійне стійке положення в польоті та можливість відновлення з типового звалювання, яке доступне менш досвідченим пілотам.

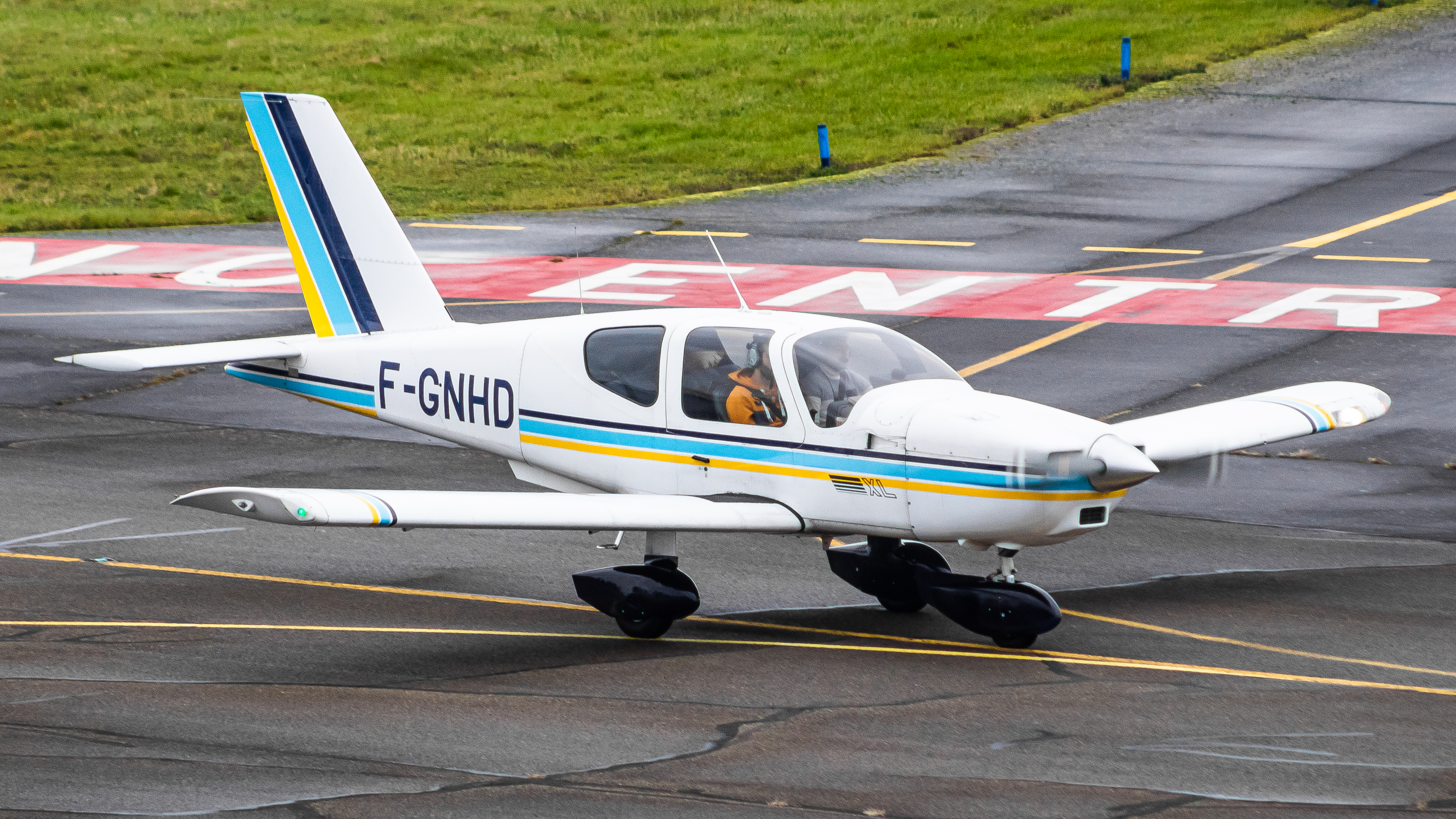
Socata TB-200 Tobago XL

Дизайн салону пропонує просторий і комфортний салон, який навмисно схожий на розкішні дорожні транспортні засоби. Доступ до нього можна отримати з будь-якого боку літака. Передбачається, що двері залишаються відчиненими, коли літак на землі, щоб кабіна краще провітрювалася. Великий ковпак салону забезпечує пілотам чудовий зовнішній огляд; елементи контрольно-вимірювальної панелі кабіни, такі як панель сповіщення, центральна підставка, а також окремі елементи, такі як навігаційний / комунікаційний пристрій і автоматичні вимикачі, були розташовані так, щоб також було зручно їх оглядати. Щоб допомогти досягти економії палива, на більшості моделей є проста система вибору паливного бака, доповнена цифровими датчиками.
Серія TB має однакову базову конфігурацію фюзеляжу та салону. Основні відмінності між моделями зазвичай полягають у шасі, двигуні та гвинті.
- ТБ-9, ТБ-10 і ТБ-200 мають фіксоване шасі і додаткові обтічники шасі.
- ТБ-20 і ТБ-21 оснащені шасі, що прибираються у польоті.
- ТБ-9 пропонувався збезнаддувним двигуном потужності 160 кінських сил (119 кВт) і дволопатевий гвинт із фіксованим кроком або дволопатевий гвинт із фіксованим кроком («Tampico CS»).
- ТБ-10 мав безнаддувний двигун потужності 180 кінських сил (134 кВт) і дволопатевий гвинт із фіксованим кроком.
- ТБ-200 мав безнаддувний двигун потужності 200 кінських сил (149 кВт) і дволопатевий гвинт із фіксованим кроком.
- ТБ-20 мав безнаддувний двигун потужності 250 кінських сил (186 кВт) і дво- чи трилопатевий гвинт із фіксованим кроком.
- ТБ-21 мав двигун потужності 250 кінських сил (186 кВт) з турбонаддувом і трилопатевий гвинт із фіксованим кроком.

## Історія використання
Сімейство SOCATA TB активно використовувалося для цілей авіації загального призначення, для яких воно було спочатку розроблено. Хоча зазвичай літаком керували приватні особи, однак він був відносно популярним серед цивільних і військових навчальних закладів у різних країнах. За даними аерокосмічного видання Flight International, приблизно до 1993 року льотні школи отримували переважну більшість замовлень на цей тип і на той момент 520 літаків сімейства TB було продано загалом 24 льотним школам по всьому світу.
Ринок Північної Америки виявився життєво важливим для серії TB; до 1993 року SOCATA отримала замовлення на понад 1500 літаків від різних клієнтів у цьому регіоні. Це частково пояснювалось тим, що місцеве законодавство додало відповідальність за продукцію американських конкурентів, але не вплинуло на французьку серію.
Великим замовником сімейства TB було Управління цивільної авіації Китаю (CAAC), яке використовувало цей тип, як навчально-тренувальний літак. Повідомлялося, що наприкінці 1980-х років Китай вивчав можливість створення власної незалежної виробничої лінії для виробництва моделі TB-20 Trinidad за ліцензією. Протягом грудня 1993 року управління авіації Китаю підтвердило своє замовлення на 43 літаки SOCATA, включаючи 38 TB-200 Tobago XL і 5 TB20 Trinidad; на той час це було найбільше окреме замовлення, отримане для серії TB.

## Варіанти

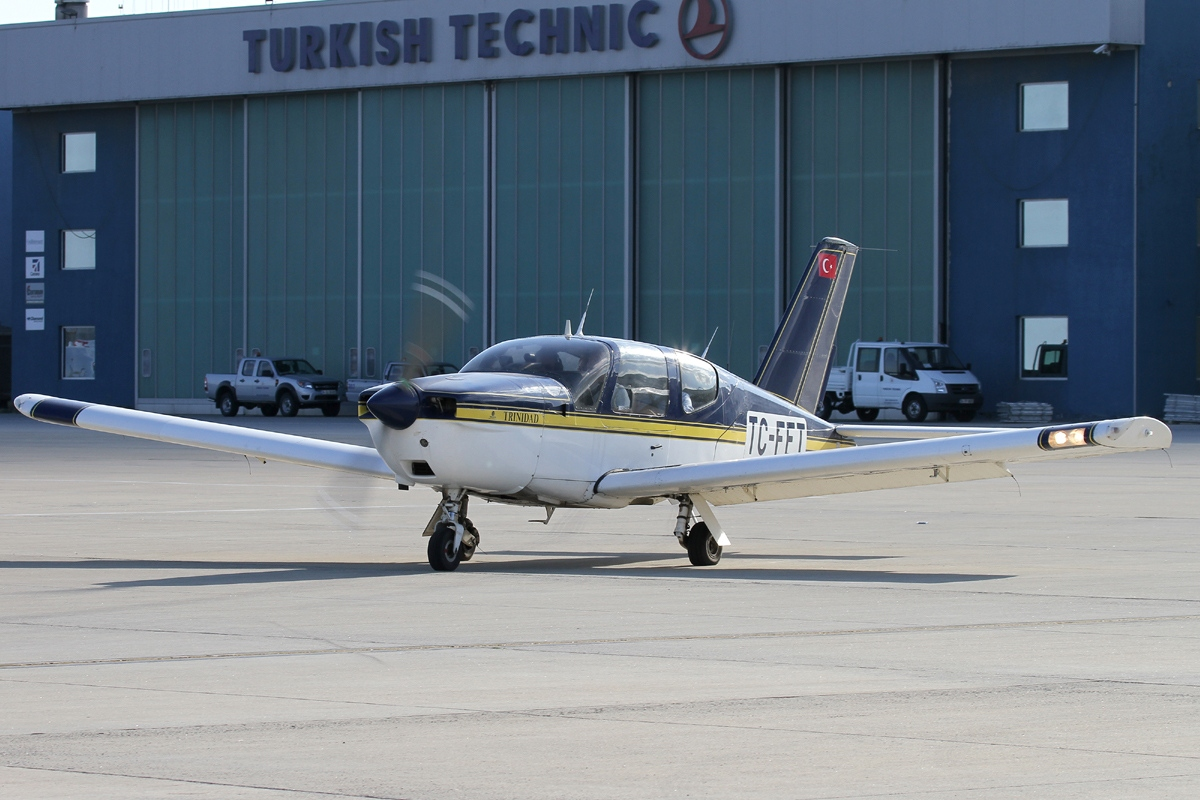
Socata TB-20 Тринідад ВМС Туреччини

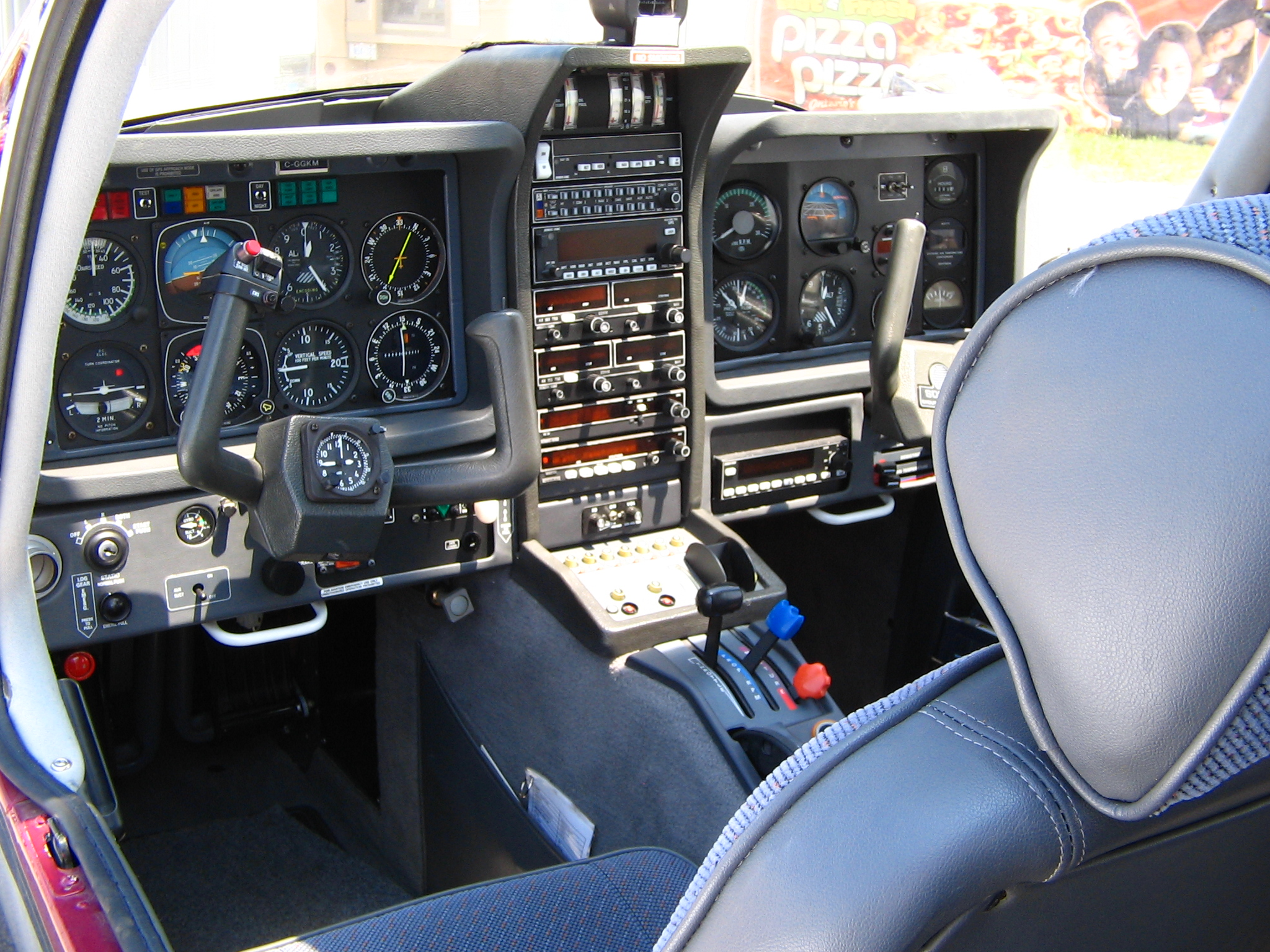
Вид з кабіни

SOCATA TB-9 TampicoЧотиримісна кабіна, поршневий двигун «Lycoming O-320-D2A» потужності 119 кіловатів (160 к. с.) оснащеним пропелером фіксованого кроку, з шассі з трьох колес, що не прибираються.
SOCATA TB-9 Tampico ClubЧотиримісна навчальна версія.
SOCATA TB-9C Tampico Club
SOCATA TB-9 SprintОснащений розширеним шасі.
SOCATA TB-9 Sprint GTПокращена версія TB-9 Sprint.
SOCATA TB-10 TobagoЧотиримісна кабіна, двигун «Lycoming O-360-A1AD» потужності 134 кіловати (180 к. с.), шасі не прибирається.
SOCATA SB-10 Tobago PrivilegeОбмежена серія.
SOCATA SB-10 GTПокращена версія TB.10 Tobago
SOCATA TB-11Застосовано двигун потужності 134 кВт (180 к.с.).
SOCATA TB-15Проектована версія не була побудована.
SOCATA TB-16Проектована версія не була побудована.
SOCATA TB-20 TrinidadЧотиримісна кабіна, двигун потужності 250 кінських сил (186 кВт), шасі прибирається.
SOCATA TB-20 Trinidad ExcellenceОбмежена серія. Оснащена покращеною авіонікою.
SOCATA TB-20 °C TrinidadАвіасанітарна та вантажна транспортна версія.
SOCATA TB-20 GTПокращена версія TB-20 Trinidad.
SOCATA TB-21 TrinidadДвигун потужності 250 кінських сил (186 кВт)
SOCATA TB-21 Trinidad TCДвигун «Lycoming TIO-540 B1AD» з турбонаддувом, потужності 250 к. с. (186 кВт) .
SOCATA TB-21 Trinidad GTПокращена версія, турбонаддув керований комп'ютером.
SOCATA TB-30 EpsilonОкрема серія для тренування військових пілотів.
SOCATA TB-31 OmegaПокращена версія TB-30 Epsilon, лиш один літак було побудовано.
SOCATA TB-200 Tobago XLЧотиримісна кабіна, двигун «Lycoming IO-360A1B6», потужності 200 кінських сил (149 кВт), шасі не прибирається.
SOCATA TB-200 Tobago XL GTПокращена версія TB-200 Tobago XL.
SOCATA TB-360 TangaraМодель спроектована на базі Gulfstream American GA-7 Cougar. Не виготовлялась.